# Haplopoma sciaphilum
Haplopoma sciaphilum is een mosdiertjessoort uit de familie van de Haplopomidae. De wetenschappelijke naam van de soort is voor het eerst geldig gepubliceerd in 1976 door Silén & Harmelin.